# Şükrü Saracoğlustadion
Het Şükrü Saracoğlustadion is het stadion waar de Turkse voetbalclub Fenerbahçe SK de thuiswedstrijden speelt. Het stadion ligt aan de Aziatische kant van Istanboel, in de wijk Kadıköy. Het stadion biedt plaats aan maximaal 50.509 toeschouwers, waarmee het het op twee na grootste voetbalstadion van Turkije is, en was in 2009 de thuisbasis voor de UEFA-Cup-finale tussen Werder Bremen en Sjachtar Donetsk.

## Geschiedenis

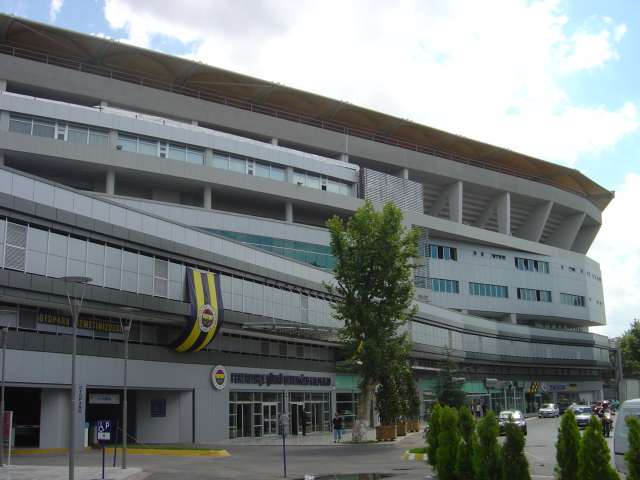
Hoofdingang van het stadion

Het Şükrü Saracoğlustadion werd opgeleverd in 1908, maar is sindsdien al talloze keren verbouwd en uitgebreid. De laatste grote verbouwing vond plaats in 2005. Het Şükrü Saracoğlustadion onderscheidt zich van de meeste Turkse voetbalstadions, omdat het geen sintelbaan heeft. Hierdoor zitten de supporters zeer dicht op het veld, wat zorgt voor een bijzonder imponerende sfeer. Onlangs is de renovatie van de Maraton-tribune voltooid. In dit gedeelte van het stadion kunnen 11.000 VIP-gasten van de wedstrijden genieten. De Skyboxen zijn luxueus ingericht met onder meer een televisie, internetverbinding en eetgelegenheden. Het stadion was een van de twee stadions uit Turkije met 5 sterren voordat dit systeem werd afgeschaft door de UEFA.
Het Şükrü Saracoğlustadion vernoemd naar de zesde premier van Turkije Mehmet Şükrü Saracoğlu. De politicus was ook zestien jaar lang, tussen 1934 en 1950, voorzitter van Fenerbahçe. Het stadion is op 22 juli 1998 vernoemd naar de in 1953 overleden voorzitter. Voor 1998 heette het stadion Fenerbahçe Stadı.
Binnen het Şükrü Saracoğlustadion van Fenerbahçe bevindt zich een museum: Fenerbahçe Spor Kulübü Müzesi. Hiermee is Fenerbahçe de eerste voetbalclub uit Turkije met een eigen officieel museum. In de tijd van de renovaties van het stadion besloot voorzitter Aziz Yıldırım, dat er ook een museum moest komen in het stadion. Een museum, toegankelijk voor iedereen met een Fenerbahçe-hart. Na circa één jaar eraan gewerkt te hebben, werd het museum geopend op 19 oktober 2005.
Ali Sami Yen Spor Kompleksi (Galatasaray) ·
Antalyastadion (Antalyaspor) ·
Atatürk Olympisch Stadion (Fatih Karagümrük) · 
Başakşehir Fatih Terimstadion (Başakşehir) · 
Beşiktaş Park (Beşiktaş) · Çotanak Spor Kompleksi (Giresunspor) · 
Eryamanstadion (Ankaragücü) ·
Esenyurt Necmi Kadıoğlustadion (Istanbulspor) · 
Gaziantepstadion (Gaziantep) ·
Kadir Hasstadion (Kayserispor) ·
Kırbıyık Holdingstadion (Alanyaspor) ·
Konya Büyükşehir Belediyestadion (Konyaspor) ·
Nieuw Adanastadion (Adana Demirspor) · 
Nieuw Hataystadion (Hatayspor) ·
Nieuw Sivas 4 september-stadion (Sivasspor) ·
Recep Tayyip Erdoğanstadion (Kasımpaşa) ·
Şenol Güneşstadion (Trabzonspor) ·
Şükrü Saracoğlustadion (Fenerbahçe) ·
Ümraniye Gemeentelijk stadion (Ümraniyespor)
Alsancak Mustafa Denizlistadion (Altay) ·
Aktepestadion (Keçiörengücü) · 
Bandırma 17 september-stadion (Bandırmaspor) ·
Bodrum İlçestadion (Bodrumspor) ·
Bolu Atatürkstadion (Boluspor) · 
Bornova Aziz Kocaoğlustadion (Altınordu) ·
Çaykur Didistadion (Çaykur Rizespor) ·
Denizli Atatürkstadion (Denizlispor) ·
Eryamanstadion (Gençlerbirliği) ·
Eyüpstadion (Eyüpspor) ·
Gürsel Akselstadion (Göztepe) ·
Kazım Karabekirstadion (Erzurumspor) · 
Manisa 19 mei-stadion (Manisa) ·
Nieuw Adanastadion (Adanaspor) · 
Nieuw Malatyastadion (Yeni Malatyaspor) · 
Nieuw Sakaryastadion (Sakaryaspor) ·
Pendikstadion (Pendikspor) ·
Samsun 19 mei-stadion (Samsunspor) ·
Tuzla Belediyestadion (Tuzlaspor)
Balıkesir Atatürkstadion (Balıkesirspor) ·
Bursa Büyükşehir Belediyestadion (Bursaspor) · 
Nieuw Eskişehirstadion (Eskişehirspor) ·
Osmanlıstadion (Ankaraspor) · 
Spor Toto Akhisarstadion (Akhisar Belediyespor)